# Pimp My Ride
Pimp My Ride är ett amerikanskt tv-program som spelades in och sändes på MTV från 2004 till 2007 med rapparen Xzibit som programledare. Varje avsnitt inleddes med att Xzibit åker hem till någon person och hämtar dennes gamla bil, som oftast är i väldigt dåligt skick. Bilen körs till ett företag som normalt bygger om dyra lyxbilar. Där får bilen en unik behandling allt efter ägarens personlighet och intressen. Vanliga inslag är omlackering, sätta på stora och dyra fälgar samt installation av en dyr anläggning för att lyssna på musik och titta på tv och dvd.
I säsong 1-4 av programmet byggdes bilarna om av West Coast Customs (WCC). Det företaget startades av Ryan Fredlinghause 1994 då han var 18 år. Sedan flyttade han verksamheten till en annan ort och skrev ett avtal med ett annat TV-bolag. Från säsong 5 anlitas istället Galpin Auto Sports (GAS) för ombyggnad av bilarna. Men programmet har behållit en person från tidigare säsonger, Mad Mike, som frilansar i bilombyggnadsbranschen.
Det producerades även en brittisk och en internationell version av programmet.